# Туйнов, Владислав Владимирович
Владислав Владимирович Туйнов (Влад Туйнов; 10 февраля 1998, Орёл) — профессиональный российский кикбоксер. Выступает за орловскую школу Чадина под руководством российского тренера Андрея Чадина. В декабре 2018 года занимал 5-е место в полусреднем весе по версии Всемирной федерации кикбоксинга в Европе. С 22 июня по 7 декабря 2019 года являлся бойцом организации Glory, в которой провёл три поединка, одержав одну победу и потерпев два поражения. После неудачного периода в Glory не выступал в профессиональных боевых единоборствах полтора года, пока 25 июня 2021 года не дебютировал в лиге кулачных боёв Top Dog FC.

## Биография
Влад Туйнов родился в Орле, Россия. Кикбоксингом увлекся случайно и попал в класс, который вел Андрей Чадин. Провёл 278 любительских боя, одержал 239 победы, из них 99 нокаутом.

### Карьера в кикбоксинге
Кикбоксерскую карьеру начал в 14-и летнем возрасте. После 10 боёв Влад встретился с перспективным российским кикбоксером Александром Котовым 9 мая 2014 года в 5-раундовом поединке за титул чемпиона России в весовой категории до 60 кг. Влад выиграл единогласным решением судей. 4 августа 2014 года Влад встретился с другим российским бойцом, Мурадом Абдулаевым в чемпионате России по версии WFMC в категории 65 кг и победил нокаутом в 4-м раунде.
Два года спустя, 6 марта 2016 года, Влад победил сербского бойца Николу Цимешу единогласным решением судей в 5-раундовом поединке за титул чемпиона Европы по версии WKU до 71 кг. Позже в том же году Влад добавил себе заветный титул чемпиона Европы в весовой категории до 71 кг, когда победил турецкого Эркана Варола техническим нокаутом в 3 раунде.
2017 год оказался очень успешным для Влада: он завоевал еще 3 титула и дважды защитил свой титул чемпиона Европы в весовой категории до 71 кг. 6 апреля Влад победил голландца Массаро Глюндера единогласным решением судей в пятираундовом поединке, сохранив за собой титул чемпиона Европы в весовой категории до 71 кг и прибавив к нему межконтинентальный титул до 72,5 кг. 17 июня Влад единогласным решением судей победил француза Бритона Мабеля в пяти раундах и стал чемпионом Европы в категории MTA до 71 кг. 16 сентября Влад во второй раз защитил свой европейский пояс W5 в весовой категории 71 кг. Он победил датского бойца Рассана Мухареба. Бой оказался для Влада очень сложным, поскольку Рассан не только смог выдержать многочисленные удары, которые наносил Влад, но также нашел несколько способов прорваться через защиту Влада и нанести ему немало ударов. Однако в пятом раунде Рассан не смог удержать темп, заданный Владом, и в итоге оказался в техническом нокауте. Позже, 19 октября, Влад победил Язида Буссаху и завоевал свой третий титул в году - титул чемпиона мира в категории A1 72 кг.
17 января 2019 года Владислав Туйнов подписал двухлетний контракт с Glory. В своем дебютном бою 22 июня 2019 года Туйнов проиграл Михаэлю Паландру раздельным решением судей  на турнире Glory 66 в Париже. 12 октября 2019 года Влад провел свой второй бой в составе Glory и  победил Артура Саладяка на Glory 69 в Дюссельдорфе, Германия.

### Бокс голыми кулаками

#### Top Dog FC
25 июня 2021 года Туйнов провёл поединок в российской кулачной лиге Top Dog FC против не имеющего поражений топового бойца Махмуда Мусалова (2-0), который помимо чистого рекорда в Топ Доге, являлся и непобеждённым профессиональным боксёром с рекордом 5-0. Туйнов подошёл к поединку в качестве андердога с коэффициентом на его победу в 2,32. В то время как Мусалов был фаворитом с коэффициентом 1,54. Туйнов одержал победу нокаутом и ворвался в рейтинги полусреднего веса (до 77 кг) российской кулачной организации. Поединку прошёл на 9-м номерном турнире. Месяцем позже Туйнов подписал эксклюзивный контракт с кулачной лигой Топ Дог.
24 сентября Туйнов выступил на 10-м турнире Top Dog FC, а соперником его стал непобеждённый боец украинской кулачной лиги Mahatch FC — Виталий Коваленко (3-0). Туйнов одержал уверенную победу нокаутом во втором раунде.
16 июля 2022 года выступил на турнире Top Dog FC 15 против белорусского боксёра Павла Шелеста, для которого данный поединок стал дебютом на голых кулаках. Несмотря на отсутствие кулачных выступлений у соперника, для Туйнова поединок с ним выдался самым тяжёлым в кулачной карьере и завершился ничьей, став, таким образом, первым боем на голых кулаках, в котором Туйнов не смог одержать победу. После столь конкурентного поединка Туйнов покинул организацию Top Dog FC и не выступал в кулачной дисциплине вплоть до апреля 2025 года.

#### BKFC
5 апреля 2025 года, спустя более 2,5 лет после неудачного боя с Павлом Шелестом на турнире Top Dog FC X, Туйнов выступил в поединке международной лиги BKFC в рамках второго дня её пробного двухдневного турнира в Дубае. На этот раз соперником Туйнова выступил бельгиец тунисского происхождения, кикбоксёр Сабри Бен Хениа. По итогам боя Туйнов одержал победу нокаутом на первой минуте первого раунда.

## Титулы и награды
- W5 71,0 кг Чемпион Европы
- W5, 72,5 кг, Интерконтинентальный чемпион
- A1 72.0 kg Чемпион Мира[10]
- MTA 72.0 кг Чемпион Европы
- MTA 71.0 кг Чемпион Европы[11]
- Чемпион России по версии WFMC до 65,0 кг (пересмотрено из-за прыжка в весовой категории)
- Чемпион России ФКР 60,0 кг (пересмотрено из-за прыжка в весовой категории)
- W5 - Лучший бой года в 2016 году[12]
- Награда "Боец года" по версии W5 2016[13]
- Награда "За стремление к победе" 2020